# Rubensstraße (München)

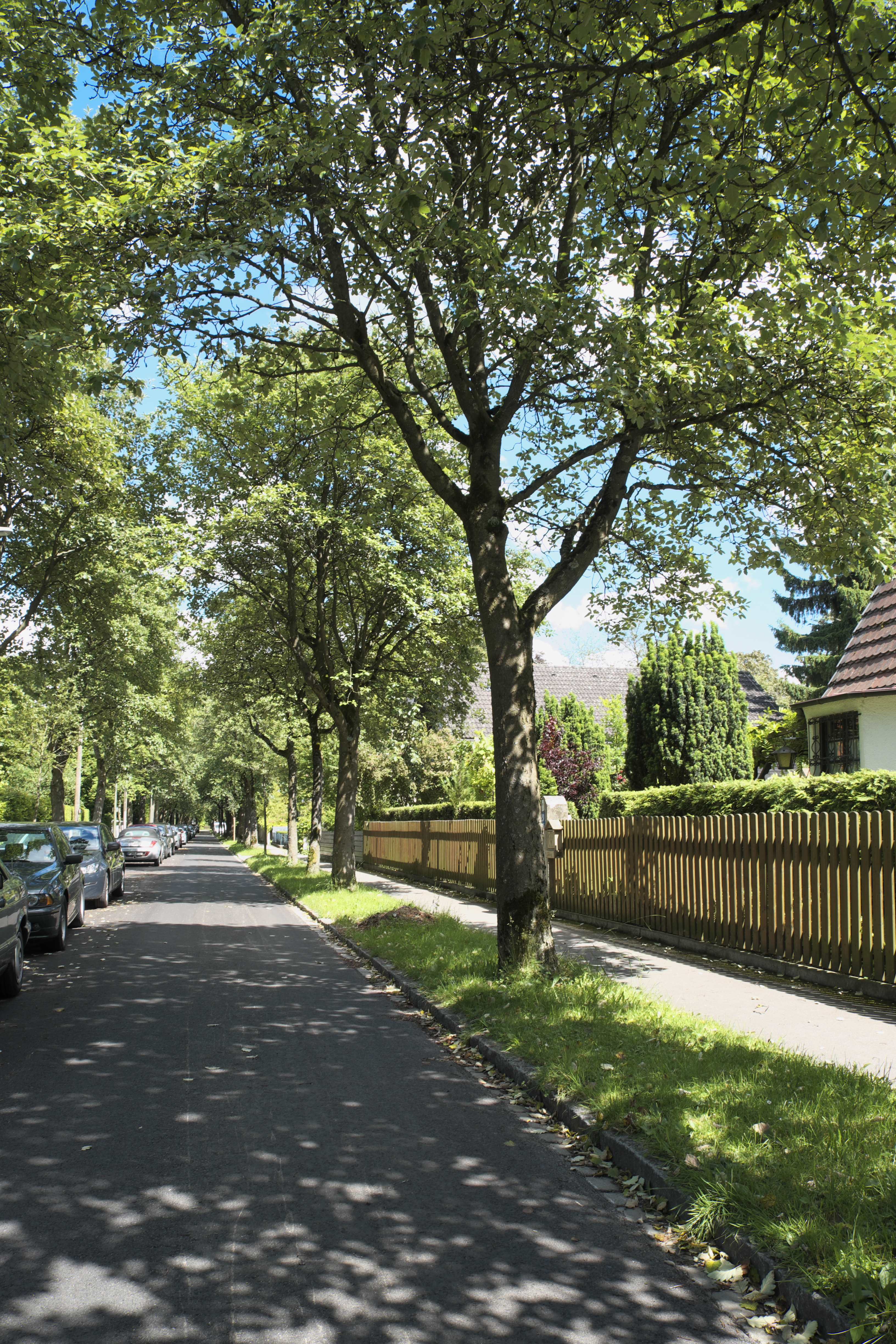
Rubensstraße in München

Die Rubensstraße, 1948 nach dem Maler Peter Paul Rubens (1577–1640) benannt, ist eine Straße im Münchner Stadtteil Obermenzing, die um 1897 angelegt wurde.

## Geschichte
Die ursprünglich V. Apfelallee genannte Straße ist eine westöstlich ausgerichtete Straße der Villenkolonie Pasing II, die die Alte Allee mit der Marschnerstraße verbindet. Zunächst erhielt die Rubensstraße zwischen 1900 und dem Ersten Weltkrieg eine lockere Bebauung aus Einfamilienhäusern. In den letzten Jahrzehnten wurden die Baulücken nach und nach mit mehrstöckigen Wohnhäusern geschlossen.
Im Frühjahr 2016 erhielt die Straße eine neue Asphaltdecke.

## Baudenkmäler an der Rubensstraße
- Rubensstraße 1 (Villa)
- Rubensstraße 3 (Villa)
- Rubensstraße 5 (Villa)
- Rubensstraße 6 (Villa)
- Rubensstraße 7 (Villa)
- Rubensstraße 12 (Villa)
- Rubensstraße 15 (Villa)
- Rubensstraße 17 (Villa)

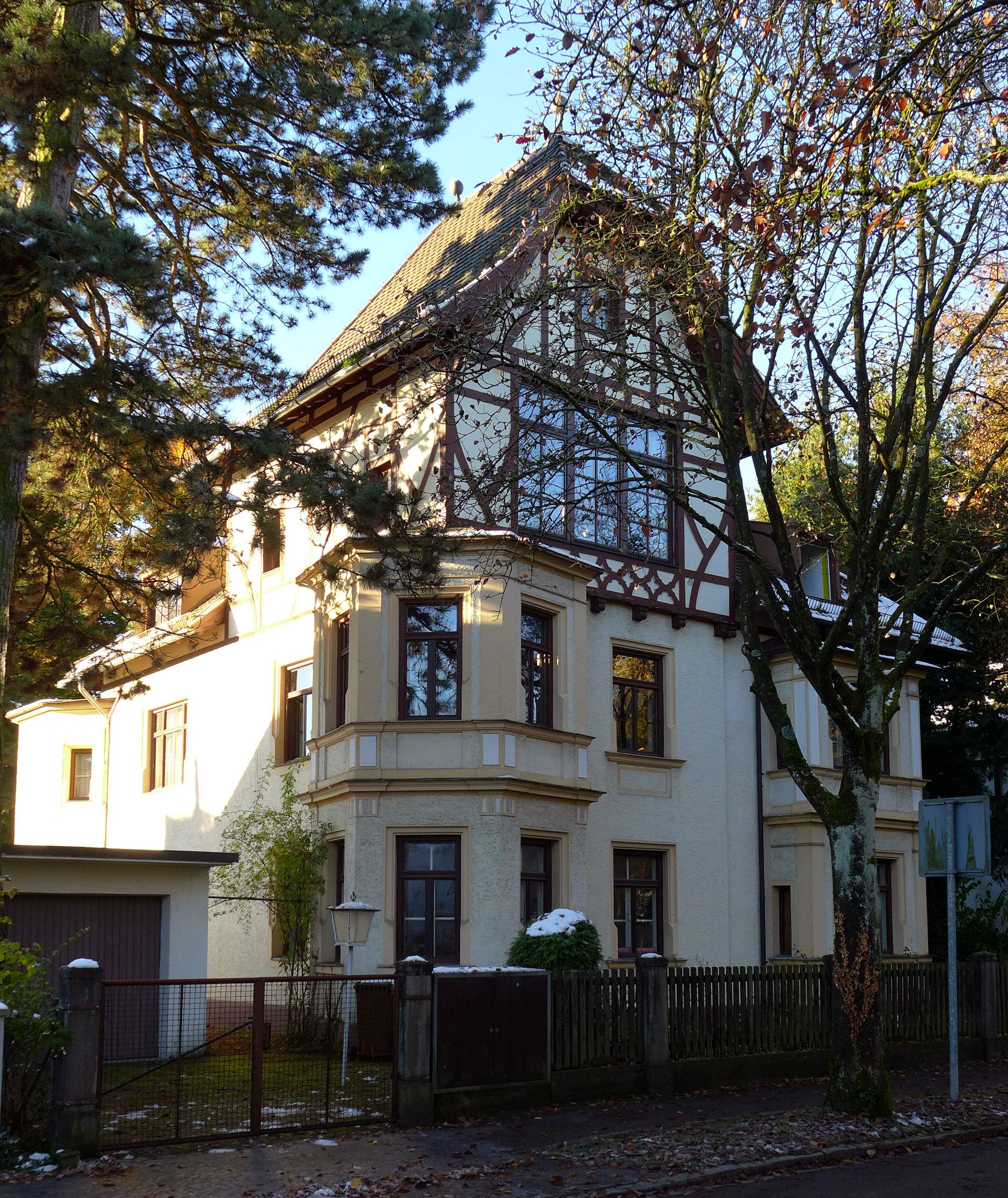
Rubensstraße 1
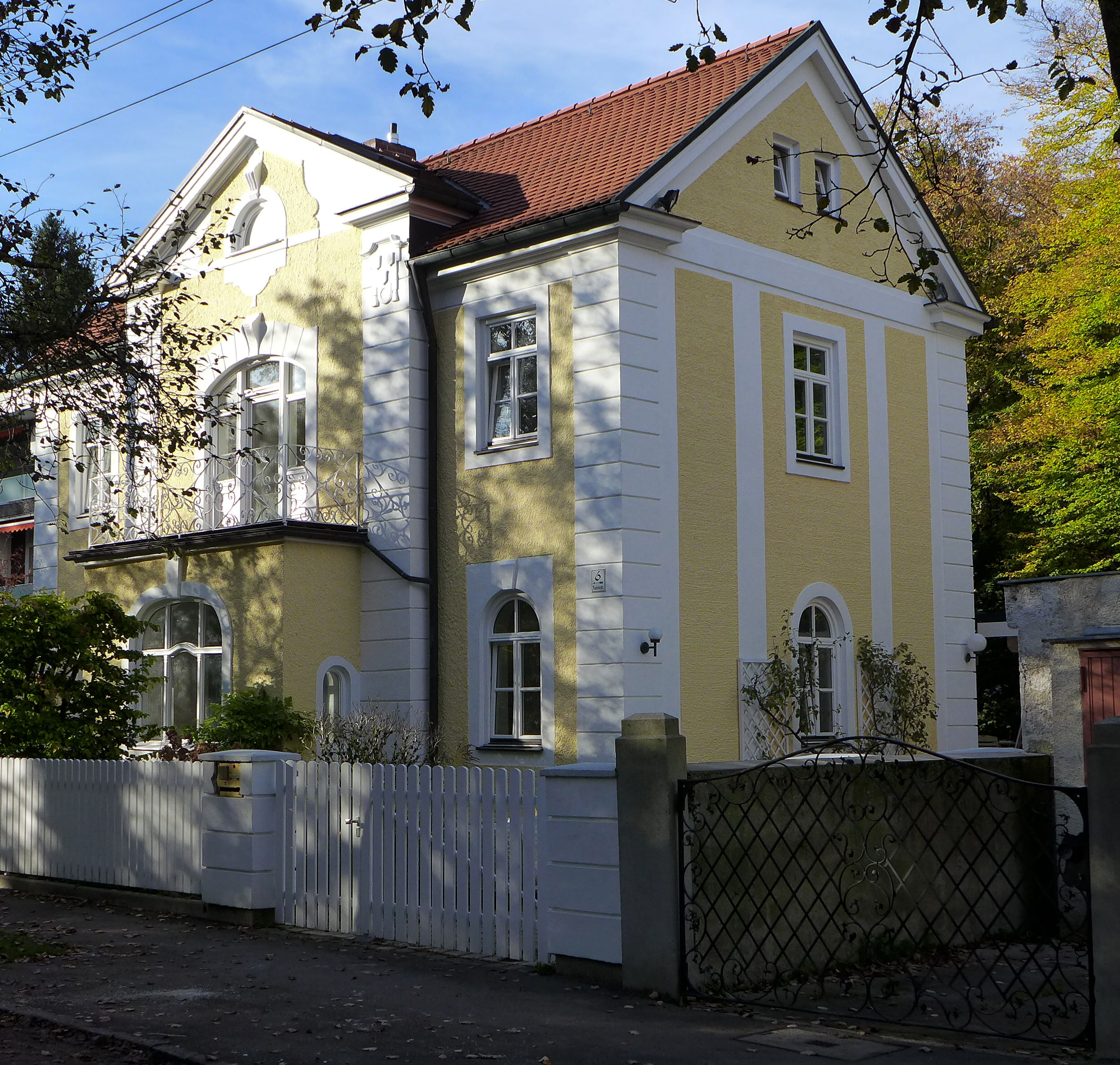
Rubensstraße 6
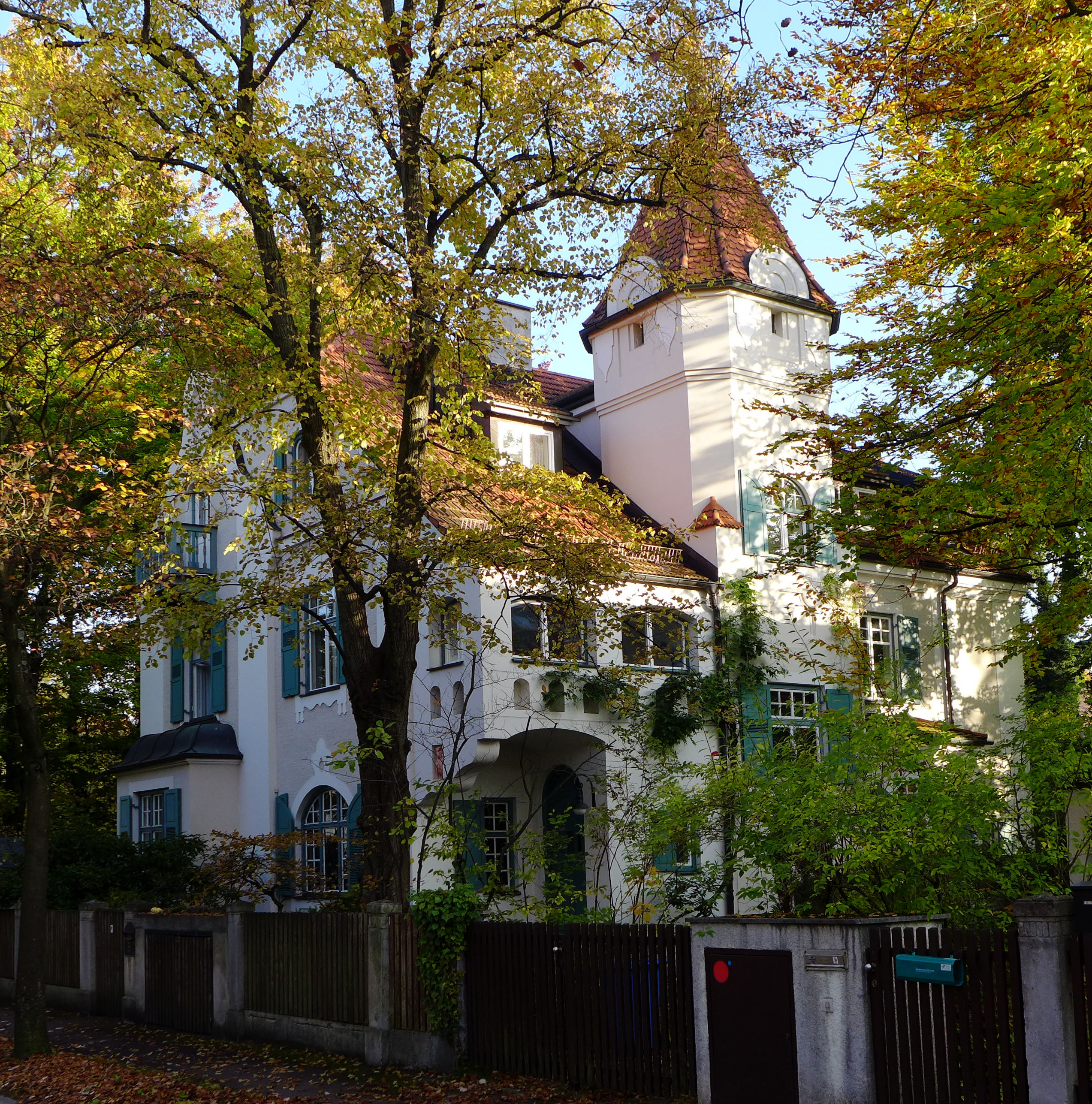
Rubensstraße 17

## Bekannte Bewohner
Rubensstraße 1: Die Villa wurde für den Maler und Bildhauer Georg Mattes erbaut. Sie war für ihn sowohl Wohnhaus wie Atelier.